# Edward Dyer
Sir Edward Dyer (* Oktober 1543 in Sharpham Park, Glastonbury, Somerset; † Mai 1607 in London) war ein englischer Dichter und Höfling.
Dyer studierte am Balliol College der University of Oxford, war einige Zeit im Ausland und danach am Hof von Königin Elizabeth I. (belegt ab 1566) unter der Patronage von Robert Dudley. Dort war er mit Philip Sidney befreundet, der ihm und  Fulke Greville in seinem Testament seine Bücher hinterließ. Er schrieb eine Elegie auf seinen Tod 1586. Mit Gabriel Harvey, Edmund Spenser und Sidney gehörte er zu einer lockeren Gruppe von Dichtern (manchmal als Areopag bezeichnet). Er wurde von der Königin in diplomatischer Mission 1584 in die Niederlande und 1589 nach Dänemark gesandt. Seine Gunst bei Hof war starken Schwankungen unterworfen (Oldys schrieb in seinem Tagebuch, dass Dyer nicht zu denen gehören würde, die sich bei Hof einschmeicheln würden). 1596 wurde er als Knight Bachelor geadelt und Kanzler des Hosenbandordens. 1590 wurde er in Prag verhaftet, als er sich dort alchemistischen Studien hingab. John Aubrey schreibt in seinen Brief Lives, er sei ein Anhänger von John Dee und Edward Kelley gewesen und habe einen beträchtlichen Teil seines Vermögens in alchemistischen Experimenten aufgebraucht. Unter Jakob I. fiel er in Vergessenheit und es sind kaum Nachrichten von ihm aus dieser Zeit erhalten. Er wurde am 11. Mai 1607 in St. Saviours in Southwark (London) begraben.
Er hatte unter seinen Zeitgenossen einen großen Ruf als Dichter, erhalten sind aber wenige seiner Gedichte. Früher wurde ihm fast einmütig das Gedicht My mind to me a kingdom is zugeschrieben, vertont von William Byrd (Psalmes, Sonets, and Songs, 1588). Es thematisiert Selbstgenügsamkeit und innere Werte. Da er nur anonym oder unter Initialen veröffentlichte, ist das nicht das einzige Werk, bei dem an eine Zuschreibung an ihn unsicher oder falsch ist. Schon seine Zeitgenossen hatten Probleme mit Zuschreibungen, fast alle ihm zugeschriebenen Gedichte in England´s Helicon von 1600 sind von Thomas Lodge. Eine im 19. Jahrhundert in Manuskript-Form in der Bodleian Library in Oxford gefundene Übersetzung von Idyllen von Theokrit stammt nicht von ihm, sondern war ihm gewidmet.
Alexander B. Grosart gab 1872 eine Sammlung seiner Gedichte heraus.